# Autoportrait avec le portrait de Bernard
Autoportrait avec le portrait de Bernard – ou Les Misérables – est un tableau réalisé par le peintre français Paul Gauguin en 1888 à Pont-Aven, dans le Finistère. De format horizontal, cette huile sur toile est un autoportrait dans lequel l'artiste s'imagine en Jean Valjean, le personnage des Misérables de Victor Hugo. Il se figure en buste devant un mur jaune à motif fleuri où est accroché un portrait d'Émile Bernard. Une commande de Vincent van Gogh, alors dans le Sud de la France, l'œuvre a pour pendant l'Autoportrait avec le portrait de Gauguin, par Bernard. Comme lui, elle est conservée au musée Van-Gogh, à Amsterdam, aux Pays-Bas.

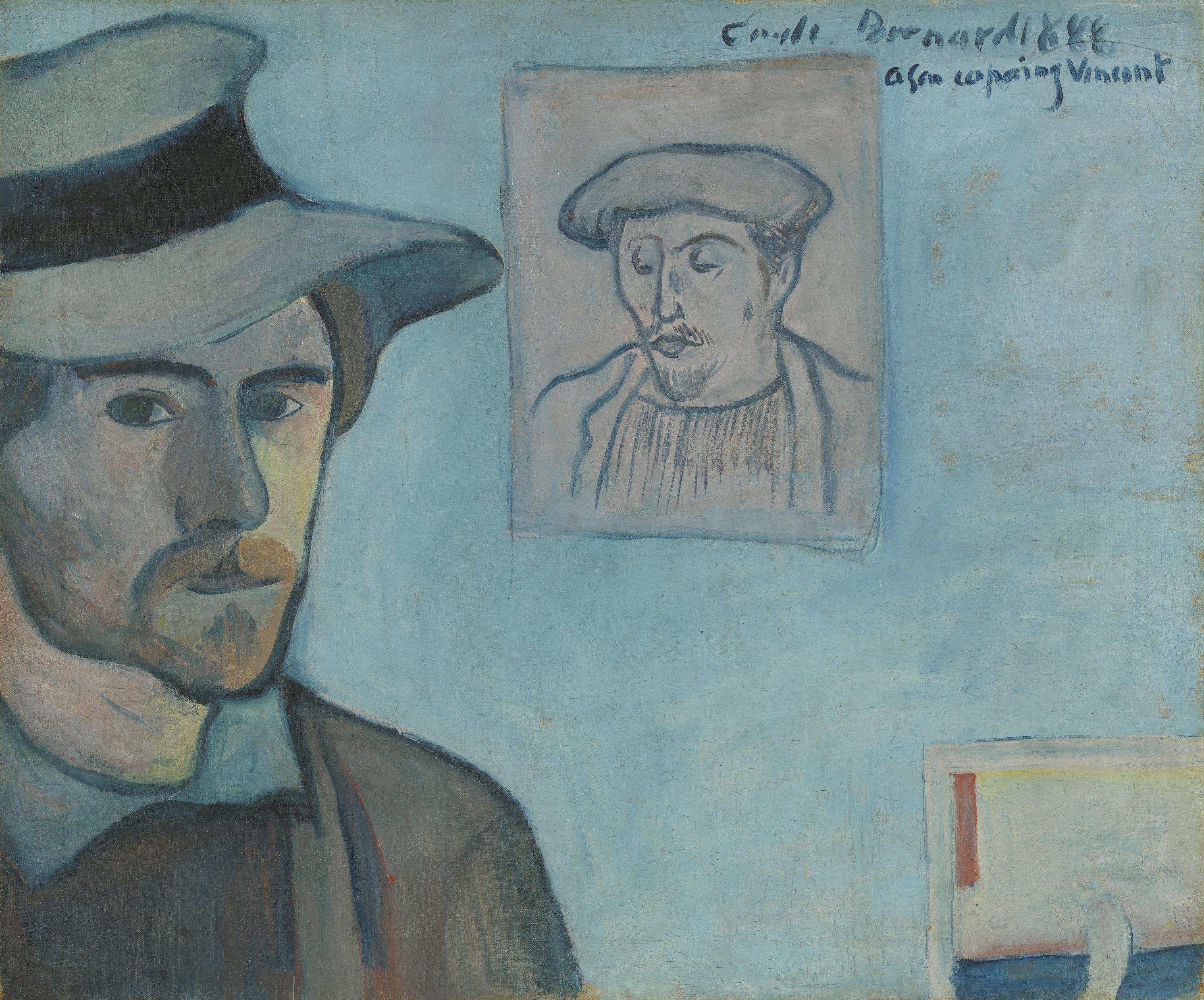
Émile Bernard, Autoportrait avec le portrait de Gauguin, 1888 – Musée Van-Gogh, Amsterdam.